# Der Junge, der im Schnee schlief
Der Junge, der im Schnee schlief (schwedischer Originaltitel Pojken som sov med snö i sin säng) ist ein Jugendroman des schwedischen Autors Henning Mankell, der im Jahr 1996 beim Verlag Rabén & Sjögren veröffentlicht wurde. Die deutsche Erstausgabe in einer Übersetzung von Angelika Kutsch erschien 1998 beim Oetinger Verlag.
Das Buch ist nach Der Hund, der unterwegs zu einem Stern war und Die Schatten wachsen in der Dämmerung der dritte Band einer Tetralogie über den Jungen Joel Gustafsson, die mit dem Band Die Reise ans Ende der Welt abgeschlossen wird.

## Inhalt
Der dreizehnjährige Joel Gustafsson wohnt im Jahr 1958 zusammen mit seinem Vater Samuel in einem Kaff im Norrland. Samuel, der früher Seemann war, ist mittlerweile Holzfäller. Zwar möchte er eines Tages wieder zurück aufs Meer, doch seit ihn seine Frau und Joels Mutter Jenny verlassen hat, ist er antriebslos und stets gefährdet, das wenige Geld, das er bei seiner Arbeit verdient, zu vertrinken. Er hat zwar Joel schon mehrmals versprochen, nie wieder einen Tropfen anzurühren, doch als auch noch die Kellnerin Sara mit ihm Schluss macht, wird daraus rasch ein leeres Versprechen.
Sehr ernst hingegen nimmt Joel seine Neujahrsvorsätze, die er nicht zu Silvester fasst, sondern an dem ersten Tag, an dem Schnee fällt. Für das nächste Jahr hat er sich drei besondere Vorhaben einfallen lassen: Er möchte erstens 100 Jahre alt werden. Und vor Ablauf des nächsten Jahres möchte er zweitens das Meer und drittens eine Frau nackt sehen. Um seinen ersten Vorsatz in die Tat umzusetzen, nimmt er sich vor, sich abzuhärten. Das soll unter anderem damit erreicht werden, dass er in einem Bett im Freien übernachtet. Um Vorsatz zwei zu erfüllen, müsste er seinen Vater dazu überreden, mit ihm zum Meer zu fahren, am besten gleich so wie in dem Buch Die Meuterei auf der Bounty zur Insel Pitcairn Island. Da man dazu Geld benötigt, nimmt er sich zudem vor, so wie Elvis Presley ein Rockstar zu werden. Die dafür notwendige Gitarre leiht er sich bei Simon Urväder, der nicht ganz richtig im Kopf ist und nachts oft rastlos mit dem Laster herumfährt. Und Gitarrenunterricht nimmt er beim Musiker und Mädchenheld Kringström. Für den dritten Vorsatz kommt es gerade recht, dass bei Ehnströms Laden eine neue, sehr hübsche Verkäuferin angefangen hat. Mit Hilfe einer Lüge gelingt es ihm, mit einem Weihnachtskatalog zu ihr in die Wohnung zu gelangen. Ihr Name ist Sonja Mattsson, sie ist eine Verwandte von dem Ladenbesitzer und kommt aus Stockholm.
Und andererseits ist da noch Eva-Lisa, das Mädchen, das in der Schule neben Joel sitzt und wegen ihrer Schnelligkeit ‚Windhund‘ genannt wird. Eines Tages nimmt Joel sie über einen Geheimeingang mit ins Kino, wo sie einen Film sehen, in dem in erster Linie geküsst wird. Joel sieht unter den Zuschauern Sonja Mattsson und ist eifersüchtig. Doch sein Ärger wird dadurch gemildert, dass der Windhund verspricht, ihm schon bald das Küssen beizubringen. Bei ihr zu Hause, wenn ihre Eltern ausgegangen sind, würde sie es ihm zeigen. Der Windhund stellt Joel allerdings bloß, indem sie mehrere Mitschüler heimlich zu sich einlädt, die ihren Spaß daran finden, wie Joel mit geschlossenen Augen und gespitztem Mund darauf wartet, dass ihn Eva-Lisa küssen würde.
Die Schmach ist groß, doch schon am nächsten Tag wir Joel zum großen Helden: Statt in die Schule zu gehen und sich dem Gespött seiner Mitschüler auszusetzen, besucht er Simon Urväder. Auf dem Weg dorthin kämpft er gegen einen Schneesturm an. Als er ankommt, bemerkt er rasch, dass etwas nicht stimmt, denn Simon ist nicht zu Hause, obwohl sein Laster vor der Tür steht. Mit Hilfe eines der beiden Hunde findet er schließlich Simon, der bewusstlos im Wald liegt. Unter Aufbietung all seiner Kräfte schleppt er den leblosen Körper in Simons Haus und holt Hilfe. Wie sich herausstellt, hatte Simon eine Gehirnblutung und Joel hat ihm durch sein Einschreiten das Leben gerettet.
Als Joel einige Tage später in Ehnströms Laden einkauft, bittet ihn Sonja, am Abend zu ihr zu kommen, um ihr von seiner Rettungstat zu erzählen. Als er bei ihr ist, spricht sie ihn auf seinen Schwindel mit dem Weihnachtskatalog an. Schließlich verrät er ihr seinen dritten Neujahrsvorsatz und Sonja zeigt sich ihm daraufhin tatsächlich für wenige Sekunden nackt, nur in eine Gardine gehüllt. Sie einigen sich darauf, dass es nur ein Traum gewesen ist, der geheim bleiben soll.
Kurze Zeit später muss sich Joel wieder einmal auf die Suche nach seinem Vater machen, der offenbar gerade dabei ist, sich zu besaufen. Als er ihn auf der Straße trifft, streiten sich die beiden und es kommt sogar zu einem Faustkampf. Wütend geht Joel nach Hause und legt sich mit seiner Matratze vor das Haus ins Freie. Er schläft ein und wird zugeschneit. Sein Vater hat glücklicherweise auf eine Kneipentour verzichtet und kommt rechtzeitig nach Hause, wodurch er Joel vor dem Erfrieren rettet.
Kurz vor Weihnachten darf Joel schließlich den Windhund küssen. Simon, der seit Joels Rettungstag im Krankenhaus liegt und dessen Zustand sich zuletzt gebessert hat, stirbt letztlich doch an den Folgen seiner Gehirnblutung. Am Ende schreibt Joel einen Brief nach Pitcairn Island, in dem er sein derzeitiges Leben skizziert und sich erkundigt, ob er und sein Vater dort hinziehen könnten.

## Rezeption
Charlotte Celsing schreibt in ihrer Buchrezension: „Wenn Mankell für jüngere Leser schreibt, verwebt er existenzielle und allgemeine Probleme zu einer dichten, spannenden Handlung. Seine Figuren sind glaubwürdige Personen in realistischen Situationen […] Die Bücher über Joel sind Mankell-typisch von viel Pathos durchdrungen und sehr mitreißend. Sie sind voller Poesie, Weisheit und Mitgefühl und zutiefst bewegend. Diese Geschichte spricht Jugendliche und Erwachsene gleichermaßen an.“ Jennifer Schultz schreibt im School Library Journal: „Dieses Buch, das manchmal so karg und kühl ist wie der schwedische Winter, ist eine berührende Darstellung der Reifung eines jungen Mannes und der Schwierigkeiten einer gestörten Vater-Sohn-Beziehung. Obwohl die Geschichte im ländlichen Schweden der 1950er Jahre spielt, werden die Leser die gemischten Gefühle Joels gegenüber seinem Vater, seine aufkeimende Sexualität und den Wechsel zwischen Demütigung und Bewunderung, die Joel von Gleichaltrigen entgegengebracht werden, nachempfinden können.“ Hazel Rochman schreibt in Booklist: „Es kommt nicht oft vor, dass man ein ‚Jungenbuch‘ bekommt, das so ehrlich mit Gefühlen umgeht, vor allem in einer episodenhaften, actiongeladenen Geschichte. Natürlich werden auch Mädchen das Buch lieben, und wie in Mankells Büchern für Erwachsene sorgen das Wetter und die atmosphärische Kulisse für eine angenehme Tiefe.“ Kirkus Reviews befindet über die englische Ausgabe When the Snow Fell: „Mankell verwendet einen Bewusstseinsstrom in der dritten Person und lässt Joels Gedanken unkontrolliert und unzensiert wandern. Die von Thompson aus dem Schwedischen übersetzte Syntax hat einen natürlichen Fluss, und der Autor behandelt Joel mit Einfühlungsvermögen und Freundlichkeit. Dieser dritte Teil der Reihe ist erfolgreicher als der zweite; die Leser werden sich mit Joels Charakter identifizieren und sich fragen, was das nächste Jahr bringen wird.“

## Referenzen
Der Junge, der im Schnee schlief ist  in dem literarischen Nachschlagewerk 1001 Kinder- und Jugendbücher – Lies uns, bevor Du erwachsen bist! für die Altersstufe 12+ Jahre enthalten.

## Ausgaben
- Pojken som sov med snö i sin säng. Rabén & Sjögren, Schweden 1996 (schwedisch, librarything.com).
- Der Junge, der im Schnee schlief. Oetinger, Hamburg 1998, ISBN 3-7891-4213-1.